# Dasysternum glaciale
Dasysternum glaciale är en fjärilsart som beskrevs av Charles Boursin 1940. Dasysternum glaciale ingår i släktet Dasysternum och familjen nattflyn. Inga underarter finns listade i Catalogue of Life.